# خونخواهی
خونخواهی، که در موارد شدیدتر به عنوان دشمنی خونی، انتقام‌گیری، پدرکشتگی، جنگ قبیله‌ای، جنگ گروهی، یا جنگ خصوصی نیز شناخته می‌شود، یک نزاع طولانی‌مدت یا مبارزه بین گروه‌های اجتماعی از مردم است، به خصوص خانواده یا قبیله. دشمنی‌های خونی به این دلیل آغاز می‌شوند که یک طرف (درست یا نادرست) می‌پندارد که از طرف دیگر مورد حمله، توهین، ظلم یا جراحت دیگری قرار گرفته‌ است. احساس شدید نارضایتی باعث قصاص اولیه می‌شود و همین امر باعث می‌شود طرف مقابل احساس مساوات و کینه خواهی بکند. این اختلافات متعاقباً توسط چرخه طولانی خشونت تلافی‌جویانه، دامن زده می‌شود. این چرخه مداوم تحریک و انتقام‌جویی، پایان‌دادن به صلح را با خشم بسیار دشوار می‌کند. دشمنی خونی، اغلب اعضای اصلی خانواده یا افراد وابسته را درگیر می‌کند و می‌تواند برای نسل‌ها دوام داشته باشد و منجر به خشونت شدید شود.

## دشمنی خونی
دشمنی خونی چرخه‌ای از خشونت تلافی‌جویانه است با بستگان یا نزدیکان شخصی که کشته شده یا مورد ظلم واقع شده یا هتک حرمت شده و به دنبال انتقام‌جویی با کشتن یا مجازات جسمی مقصر یا نزدیکان آنها است. پدرکشتگی اصطلاح متداول دیگری برای بیان دشمنی خونی است. دشمنی خونی بعضی اوقات خونریزی متقابل نیست، بلکه بیشتر به یک سری طولانی از اقدامات خصمانه صورت می‌گیرد که توسط یک شخص علیه شخص دیگری انجام می‌شود و بدون تلافی انجام نمی‌شود.

### تاریخچه
خونخواهی در جوامعی با حاکمیت ضعیف قانون رایج بود (یا جایی که دولت خود را مسئول واسطه این نوع مشاجره نمی‌داند)، جایی که روابط خانوادگی و خویشاوندی منبع اصلی اقتدار است. یک خانواده کامل، مسئول اقدامات هر یک از اعضای آن به حساب می‌آیند. گاهی اوقات دو شاخه جداگانه از همان خانواده حتی به دلیل برخی اختلافات ضرب‌و‌شتم پیدا کرده‌اند.

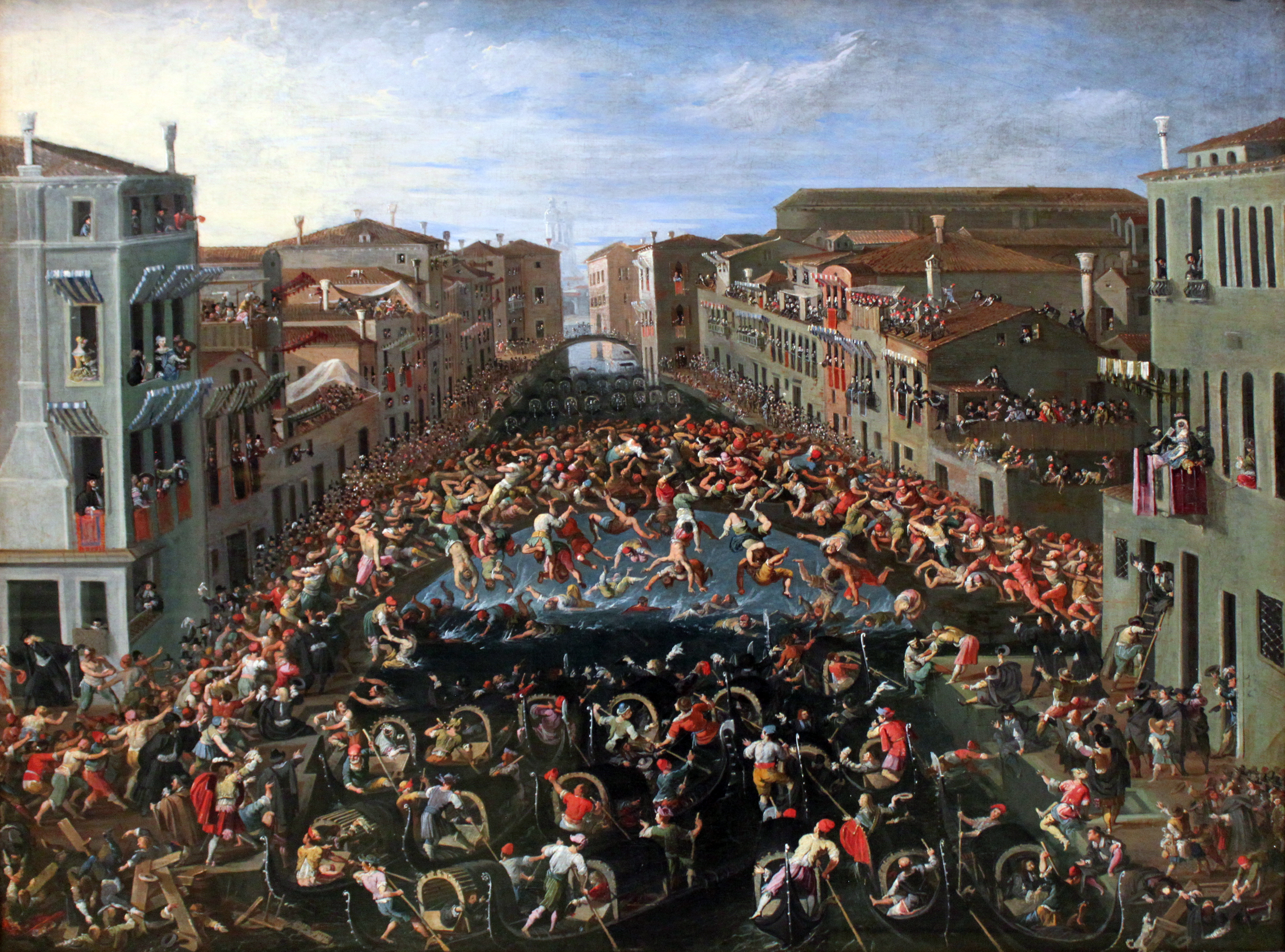
Ponte dei Pugni ("پل مشت") در ونیز توسط طوایف رقیب برای اجرای نبردهای مشت اندازی استفاده می‌شد.

### خونخواهی در دوران مدرن

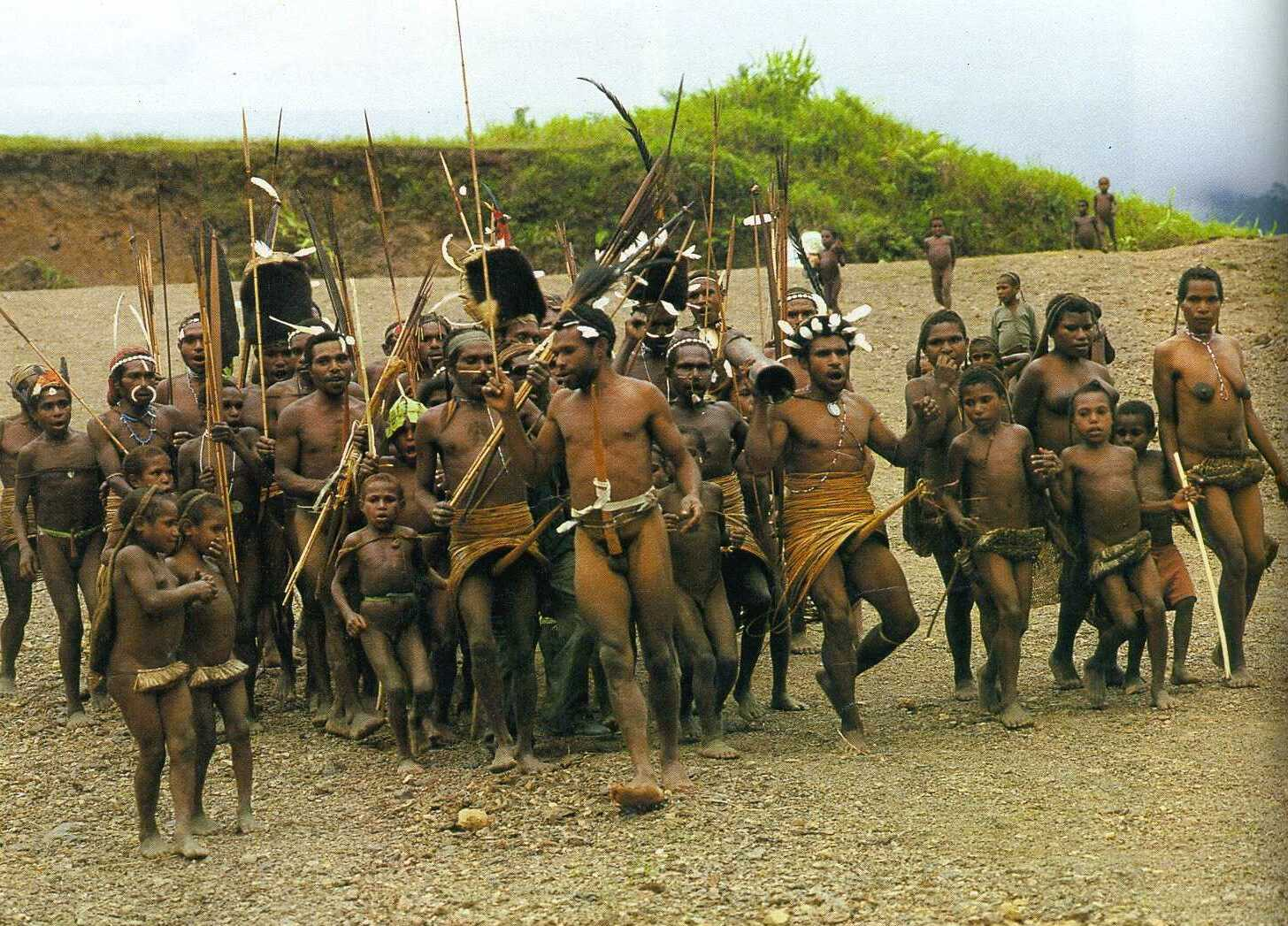
مدت هاست که فرهنگ جنگ میان قبیله ای در گینه نو وجود دارد.

خونخواهی هنوز هم در برخی مناطق در موارد زیر انجام می‌شود:
- فرانسه (خصوصاً کورسکا و در جوامع مانوش)
- ایرلند (به ویژه دوبلین و لیمریک)
- در ایرلند شمالی بین جمهوری ایرلند و loyalism اولستر جوامع؛ به ویژه در طول مشکلات
- ایتالیا جنوبی (به خصوص سیسیل، کامپانیا، کالابریا، آپولیا و مناطق دیگر در همان قلمرو)[۵]
- یونان (مانی و کرت)[۶][۷]
- بین خانواده‌های طبقه کارگر بریتانیا، انگلیس آسیایی یا سیاه انگلیس، گروه‌های جنایت و قبیله‌ها در سراسر جزایر بریتانیا.[۸][۹] اختلافات میان قبایل مسافرتی نیز در جزایر بریتانیا نسبتاً متداول است.[۱۰] بسیاری از جوامع دیپلماسی همچون جوامع ترکی و کردی در feuding شرکت می‌کنند.
- بین خانواده‌های جنایتکار رقیب در گالیسیا، اسپانیا
- بین به اصطلاح woonwagenbewoners (قومی هلندی که در خانه‌های سیار زندگی می‌کنند) در هلند[۱۱]
- در میان قبایل کرد و ترکیه در ترکیه (و همچنین بین قبیله کرد در عراق و ایران)[۱۲][۱۳][۱۴]
- بین قبرس‌های ترکیه
- بین قبیله‌های رقیب در شمال آلبانی و کوزوو
- بین قبایل بومی کانادایی
- در میان پشتون‌ها در افغانستان[۱۵]
- در میان قبایل مونته‌نگرو[۱۶]
- در میان طوایف سومالی[۱۷]  یک مرد مسلح از قبیله کارو اتیوپی
- در میان بربرهای الجزایر و مراکش[۱۸]

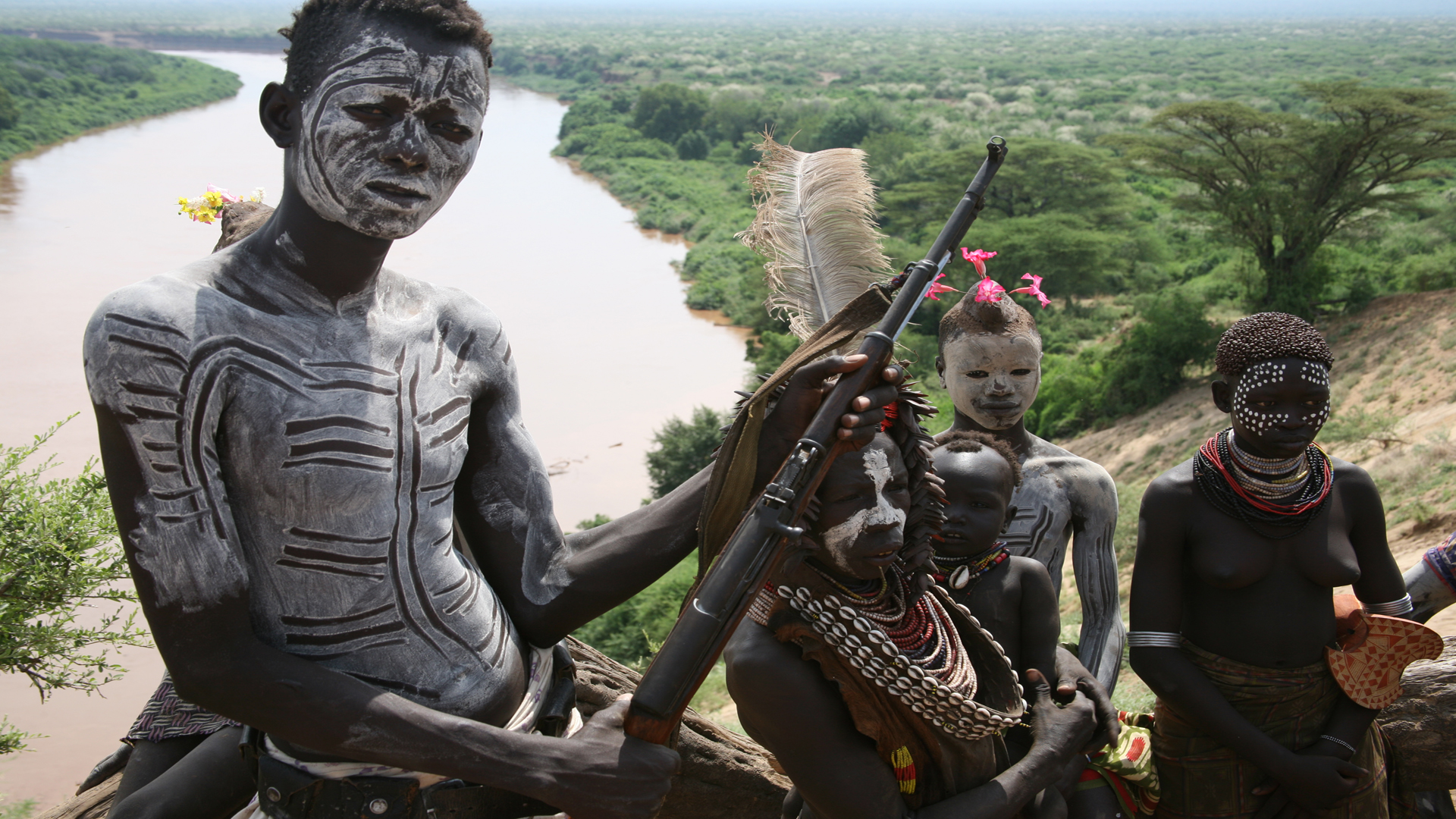
یک مرد مسلح از قبیله کارو اتیوپی

- بین یوروبا و ایگبو قبیله بیش از زمین در نیجریه[۱۹]
- بین قبیله‌ها در هند[۲۰] و بین قبایل رقیب در شمال شرقی ایالت آسام
- در میان قبیله‌های سیک در پنجاب[۲۱]
- بین قبیله‌های میرپوری در آزاد کشمیر (و همچنین بین پاکستانی‌های انگلیس تبار میرپوری در انگلستان)[۲۲][۲۳]
- در میان قبیله‌های رقیب در چین و به ویژه در استان‌های فوجیان و گوانگدونگ[۲۴][۲۵]
- در فیلیپین[۲۶] (به ویژه در مینتانا بین قبیله‌های موروماس مورو و مسیحی سوبو)[۲۷]
- بین قبیله‌های بوراکومین در ژاپن[۲۸]
- در بی قانون وا مناطق شمال برمه [نیازمند منبع]
- در میان عرب بادیه نشین و دیگر عرب قبایل باشنده کوه‌های یمن[۲۹]
- بین شیعه و سنی در عراق
- در میان طوایف فلسطینی در غزه[۳۰]
- بین قبیله‌های مارونی،[۳۱] و بین شیعه و سنی، در لبنان
- بین قبیله‌های ملاممی در لبنان[۳۲]
- در جنوب اتیوپی[۳۳][۳۴]
- در میان قبایل مرتفع گینه نو[۳۵]
- در سوانتی، در جورجیا (به ویژه بین قبیله‌های Svan)[۳۶]
- در مناطق کوهستانی داغستان [نیازمند منبع]
- بین قبیله‌های قرقیز و ازبک[۳۷]
- بین قبایل ایزدی در ارمنستان و آذربایجان [نیازمند منبع]
- در جمهوری‌های قفقاز شمالی مانند چچن و اینگوشتیا[۳۸]
- در میان مأموریت‌های چچنی که افرادی که به دنبال قصاص هستند، مرجع اجرای قانون محلی را نمی‌پذیرند یا احترام نمی‌گذارند [نیازمند منبع]

خونخواهی همچنین در جمعیت سفیدپوست آمریکای جنوبی، جایی که آن را " فرهنگ ناموسی " می‌نامند، سابقه طولانی دارد و تا به امروز نیز وجود دارد.

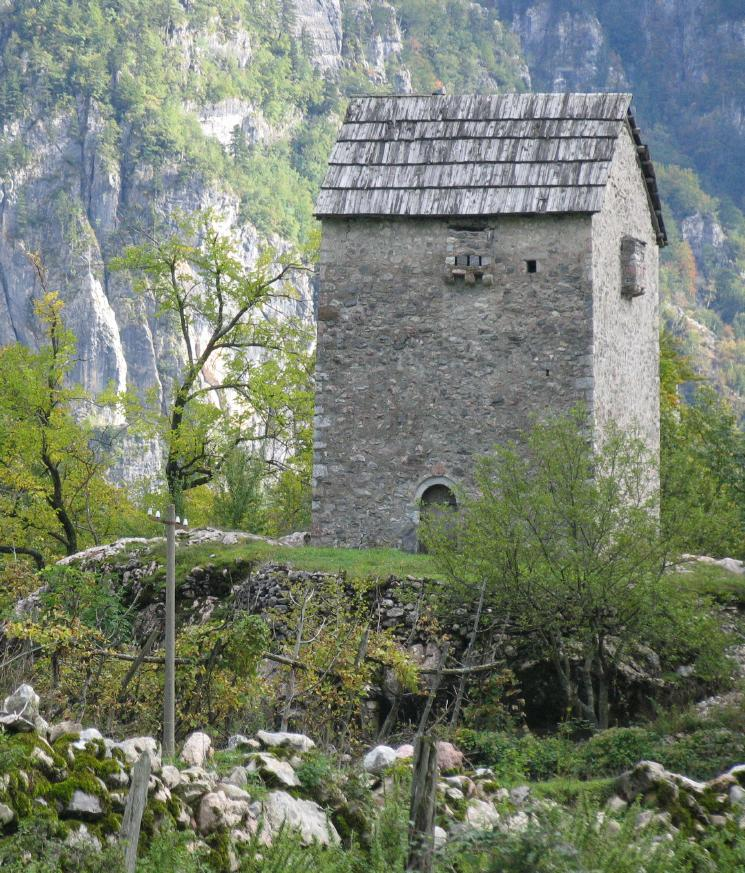
یک برج مستحکم که به عنوان پناهگاه برای مردان درگیر خونخواهی در معرض حمله قرار گرفته‌است. تیتی، شمال آلبانی.

## خونخواهی‌های مشهور

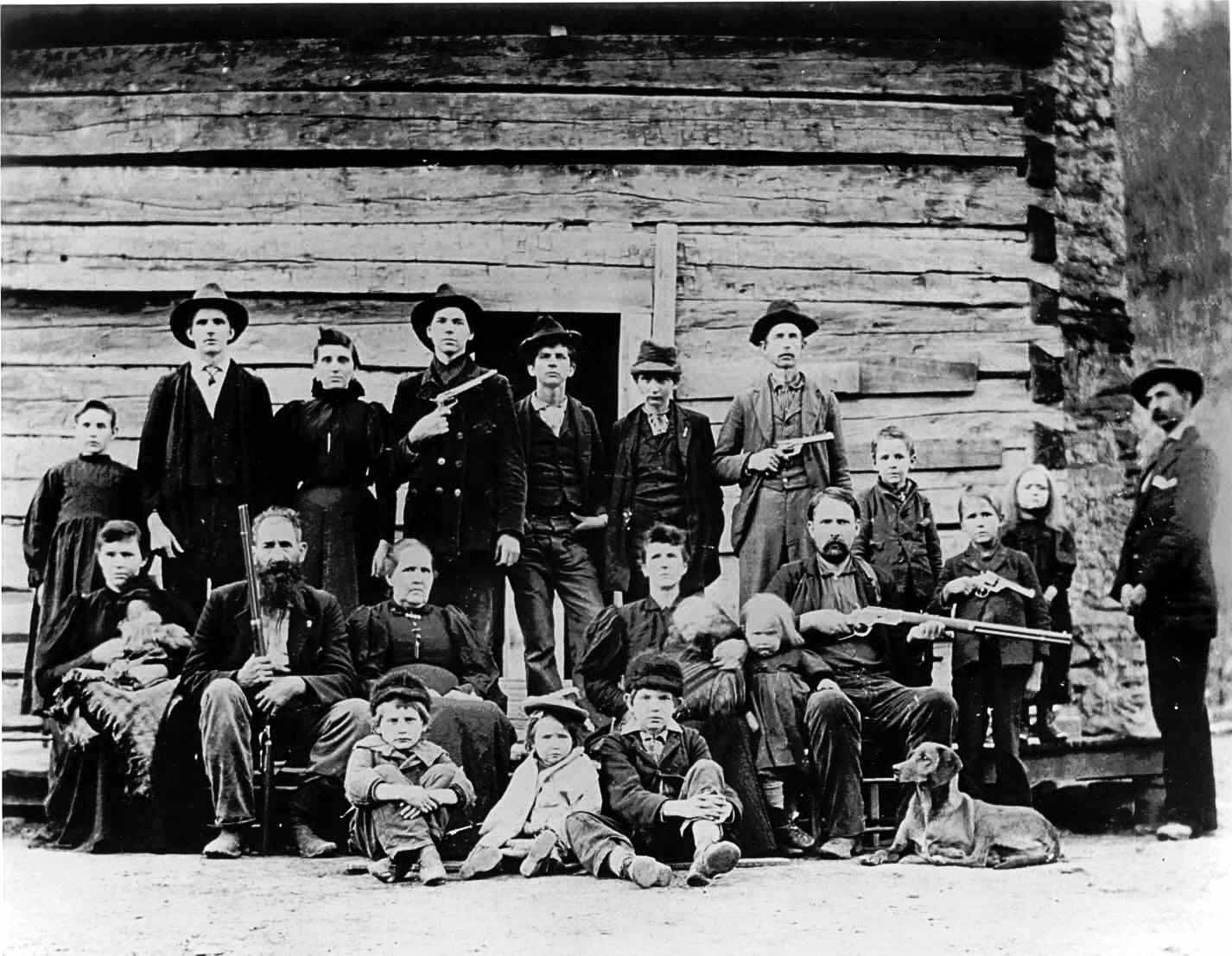
قبیله هاتفیلد در سال ۱۸۹۷.

- دوره سه پادشاهی، جنگ سالاران متجاوز در زمان سقوط سلسله هان (۱۸۴–۲۸۰ میلادی؛ چین)
- حماسه نیال، یک حساب ایسلندی از خونریزی نورس (۹۶۰–۱۰۲۰؛ ایسلند، ایرلند و نروژ)
- مکینتاش - کامرون دشمنی (1290s-۱۶۶۵؛ اسکاتلند)
- نبرد شمال اینچ؛ این نبرد در رمان ندیمه زیبای پرث ساخته سر والتر اسکات (مایکلماس ۱۳۹۶؛ اسکاتلند) ساخته شده‌است
- دشمنی Bonville-Courtenay (1450s؛ انگلستان)
- دشمنی پرسی-نوویل (1450s؛ انگلیس)
- The War of the Roses (1455-1414؛ انگلستان)
- The Talbot - برکلی فئود (انگلیس ۱۴۵۵–۱۴۸۵) (همزمان با جنگ‌های گل سرخ)
- گون - کیت فئود (۱۴۶۴–۱۹۷۸؛ اسکاتلند)
- اردوگاه Campbell - MacDonald، از جمله قتل‌عام گلنکو (۱۶۹۲؛ اسکاتلند)
- The Clan Forbes - فال کلان گوردون، (1500s - ۱۵۷۱؛ اسکاتلند)
- The Clan Forbes - Fean Clan Leslie، (۱۵۲۰–۱۵۳۰؛ اسکاتلند)
- The Clan Forbes - شهر آبردین فئود، (۱۵۲۹–۱۵۲۹؛ اسکاتلند)
- جنگ تنظیم کننده-تعدیل کننده، (۱۸۳۹–۱۸۴۴، جمهوری تگزاس)
- دشمنی جامعه دونلیلی -بیدولف (۱۸۵۷–۱۸۸۰؛ انتاریو، کانادا)
- جنگ شهرستان لینکلن (۱۸۷۸–۱۸۷۸؛ نیومکزیکو، ایالات متحده)
- شهر لینکلن فئود (۱۸۷۸–۱۸۷۸؛ ویرجینیا غربی، ایالات متحده)
- فال هاتفیلد-مک کوی (۱۸۷۸–۱۸۷۸؛ ویرجینیا غربی و کنتاکی، ایالات متحده)
- جدال Clanton / McLaury-Earp (همچنین به Earp Vendetta Ride مراجعه کنید)، همچنین به عنوان "تیراندازی با اسلحه در OK Corral" شناخته می‌شود (۱۸۸۱؛ آریزونا، ایالات متحده)
- جنگ دره دلپذیر، همچنین به عنوان "Feud حوضه Tonto" شناخته می‌شود (۱۸۸۲–۱۸۸۲؛ آریزونا، ایالات متحده)
- آل کاپون - Moran feud، از جمله قتل‌عام روز ولنتاین (۱۹۲۵–۱۹۳۰؛ شیکاگو، ایلینویز، ایالات متحده)
- جنگ Castellammarese (1929-1929؛ شهر نیویورک ، ایالات متحده آمریکا)
- نبرد غروب آفتاب (۱۹۵۱ ۱۹۴۷؛ لس آنجلس، کالیفرنیا ایالات متحده)
- اولین جنگ خانوادگی کلمبو (۱۹۶۰–۱۹۱۹۳؛ شهر نیویورک، ایالات متحده)
- جنگ خانوادگی دوم Colombo (1971-1975؛ شهر نیویورک، ایالات متحده)
- جنگ ریکوبن (۱۹۸۲–۱۹۸۴؛ فیلادلفیا، پنسیلوانیا، ایالات متحده)
- جنگ سوم کلمبو (۱۹۹۱–۱۹۹۳؛ شهر نیویورک، ایالات متحده)
- جنگ دوم مافیای فیلادلفیا (۱۹۹۱–۱۹۹۵؛ فیلادلفیا، پنسیلوانیا، ایالات متحده)
- جنگ داخلی پدرسالارا (۱۹۹۱–۱۹۹۱؛ بوستون، ماساچوست، ایالات متحده)
- جنگ بزرگ مافیا (۱۹۸۱–۱۹۸۳؛ سیسیل، ایتالیا)
- Feud of Scampia (2004-2005؛ ناپل، ایتالیا)
- قتل‌عام Maguindanao (2009؛ امپاتوان، فیلیپین)
- لیمریک فئود (۲۰۰۰ - در حال حاضر؛ لیمریک، ایرلند)
- جنگ مافیای مونترال (۲۰۰۹ - امروز؛ بیشتر استان‌های کانادا کبک و انتاریو)